# William Farrar Smith
Pour les articles homonymes, voir William Smith, Farrar et Smith.
William Farrar Smith, né le 17 février 1824 à Saint Albans et mort le 28 février 1903 à Philadelphie, est un général de l'armée de l'Union lors de la guerre de Sécession. Il est enterré au cimetière national d'Arlington.